# Bellestar (Ribagorza)
Ne doit pas être confondu avec Bellestar del Flumen.
Bellestar est un village inclus dans le territoire communal de Graus.

## Monuments
Ses deux monuments les plus remarquables sont l'église paroissiale du XVIe siècle et l'ermitage de Saint Esteban (San Esteban), vraisemblablement du XVIIe siècle.